# Cour martiale du Grand-Bornand (août 1944)
La cour martiale du Grand-Bornand d'août 1944 est le procès de 98 francs-gardes se déroulant au lendemain de la Libération, du 22 au 24 août 1944, au Grand-Bornand, en Haute-Savoie. À l'issue de ce procès, 76 d'entre-eux sont condamnés à mort et fusillés.

## Contexte
Lors de la libération d'Annecy le 19 août 1944, 98 francs-gardes permanents de la Milice française se rendent aux FFI contre la promesse d'avoir la vie sauve, ainsi que celles de leurs familles, jusqu'à leur jugement. Ils ont décidé de se rendre alors qu'ils s'apprêtent à partir avec les Allemands ; ceux-ci s'étant rendus à la Résistance à la suite d'un coup de bluff, les miliciens ne peuvent s'enfuir sans combattre en position d'infériorité, car les routes étaient coupées par le maquis.
Malgré deux incidents — deux miliciens âgés de 17 ans sont abattus par leur gardien et un autre âgé de 20 ans, mal fouillé, s'est suicidé avec son arme — et les mauvais traitements, la plupart des francs-gardes sont gardés en vie jusqu'à leur procès qui a eu lieu deux jours plus tard. Ils sont emmenés d'Annecy au Grand-Bornand, via Faverges, puis Thônes, en tenue, pour éviter de nouveaux incidents, sous la protection des maquisards. Leur route croise une population hostile et les maquisards font l'usage de tirs en l'air pour que le convoi puisse poursuivre son chemin.
Par une ordonnance du 21 août, et selon une loi promulguée par le Gouvernement provisoire de la République française, à Alger, le chef départemental des FFI, Joseph Lambroschini (dit Nizier), institue une cour martiale.

## Composition de la cour martiale
C'est Lambroschini, qui, à la préfecture de Haute-Savoie à Annecy, en plein accord avec le Comité départemental de libération, désigne les membres de la cour martiale afin d'apaiser la foule qui a commencé à infliger des sévices aux miliciens prisonniers et crie vengeance. L'organisation du procès est l’œuvre de Jean Comet, magistrat professionnel en poste à Saint-Julien-en-Genevois, révoqué par Vichy pour refus de rejoindre un poste à Thonon-les-Bains fin juin 1944 et qui est recruté pour créer cette cour.
La cour martiale est présidée par le commandant André Augagneur (dit Grand), chef départemental des FTP, secondé par quatre officiers de la Résistance : Robert Poirson (lieutenant Roby) et Louis Morel (Lieutenant Forestier), issus de l'Armée secrète, et le commandant Clément et Francis Bonfils (commandant André), issus des FTP. Ces cinq juges sont eux-mêmes assistés par l'inspecteur de police Jean Massendès, faisant office de procureur, et par le greffier Comet. Celui-ci, qui rejoint la Résistance le 25 juin 1944, commande 75 cercueils avant l'ouverture de la cour martiale.
Quatre avocats d'Annecy (Maitres Deschamps, Rolier, Lacombe et Bouchet) sont commis d'office ; ils disposent de cinq minutes pour défendre chacun de leurs clients.

## Déroulement du procès
L'audience est publique, et même des journalistes suisses ont été convoqués par le CDL. Le procès s'ouvre à dix heures du matin et se termine à trois heures dans la nuit suivante. Les plaidoiries des avocats prennent une heure et demie environ, tandis que la délibération de la Cour dure environ trente minutes. Le procureur donne le choix à la Cour : la mort ou l'acquittement.
75 miliciens, déclarés coupables du « crime de trahison », sont condamnés à mort pour « avoir participé à des opérations armées de répression dirigées contre les patriotes […] et avoir eu des relations suivies avec les autorités allemandes » (référence à l'article 75 du code pénal). Un milicien relaxé ayant demandé à partager le sort de ses camarades, sa demande lui est accordée, ce qui porte le nombre des exécutions à 76 sur 98 accusés. Les 21 autres sont relaxés.
Parmi ces 21 miliciens libérés en uniforme, beaucoup sont repris par les FFI et jetés en prison ou, pour certains, traduits de nouveau en justice ; l'un sera fusillé par la suite à Annecy.

## Suites du procès
Selon la presse de l'époque, « ce jugement a été un facteur d'ordre public. Une détente s'est sentie dans la population, sans pour autant apaiser les passions, et ils sont encore nombreux à réclamer une épuration plus sévère encore ».
Les miliciens condamnés à mort sont immédiatement (de 8 heures à 10 heures et quart) fusillés publiquement dans le bois de La Pezerettaz, dans la vallée du Bouchet à trois kilomètres  du Grand-Bornand. Au cours de leur détention et des exécutions, ils sont assistés par l'abbé Etienne Ducroz, professeur au collège Saint-Joseph de Thônes. Plusieurs d'entre eux ont moins de 18 ans ; le plus jeune, âgé de 16 ans et un mois, venu se réfugier auprès de ses frères aînés sans pour autant être officiellement milicien, est fusillé avec ses deux frères âgés de 17 et 19 ans.

## Sépultures
Les corps sont enterrés dans ce même bois de la Pezerettaz, sur la commune du Grand-Bornand, dans un cimetière, sorte de « nécropole provisoire », « sans existence légale »,. Le site, à l'allure d'un carré militaire, accueille cinquante croix blanches sur lesquelles sont inscrits le nom et les dates de naissance et de mort des miliciens fusillés.
Une partie des corps ont été exhumés et ensevelis, pour la plupart dans leurs villages du Bas-Chablais. Les croix restantes sont les sépultures des fusillés dont les familles n'ont pas souhaité ou pas pu récupérer et enterrer les dépouilles dans leur village respectif,. Comme le rappelle l'historien Michel Germain, « pour certaines familles, elles ne pouvaient rapatrier les corps dans un village hostile et elles ont préféré laisser passer du temps. Mais avec le temps beaucoup de choses ont changé », la mort des uns, la reconstruction d'une vie des autres, l'oubli, etc.
En septembre 1949, une partie du « cimetière » est saccagé. Au cours de la décennie suivante, les autorités tentent de faire disparaître le site, quelques corps sont transférés, mais 42 sépultures sont encore en place en 1952. Quelques corps sont à nouveau transférés, mais le lieu est maintenu.